# Björnbärspottia
Björnbärspottia (Microbryum starckeanum) är en bladmossart som först beskrevs av Johann Hedwig, och fick sitt nu gällande namn av Zand.. Björnbärspottia ingår i släktet pottmossor, och familjen Pottiaceae. Enligt den svenska rödlistan är arten nationellt utdöd i Sverige. . Arten har tidigare förekommit i Svealand men är numera lokalt utdöd. Artens livsmiljö är jordbrukslandskap.